# Baratine et Molgaga
Baratine et Molgaga est une bande dessinée humoristique de Claire Bretécher publiée dans le mensuel jeunesse français Record à partir de 1968 et au moins jusqu'en 1970. Elle met en scène un duo humoristique composé du prince d'Asie centrale Baratine et son bouffon Molgaga.

## Histoire de la publication
Jacques Glénat, après avoir réédité une histoire courte dans Circus no 11, en publie un recueil de 45 planches en 1977, réédité en 1980 et 1985. En 2006, Baratine et Molgaga est incluse dans la compilation d'œuvres de jeunesse de Bretécher Décollage délicat, toujours publiée chez Glénat.

## Publications

### Traductions
- (de) Prinz Baratin und sein Hofnarr Molgaga, Pabel, 1981. (OCLC 312891425)
- (nl) Nitsotov en Netsochek, Oberon, 1981.  (ISBN 9032000543)